# Кунгсбака
Кунгсбака (pronunciationⓘ) — місто та адміністративний центр комуни Кунгсбака, лен Галланд, Швеція, з 19 057 жителями в 2010 році.

## Історія

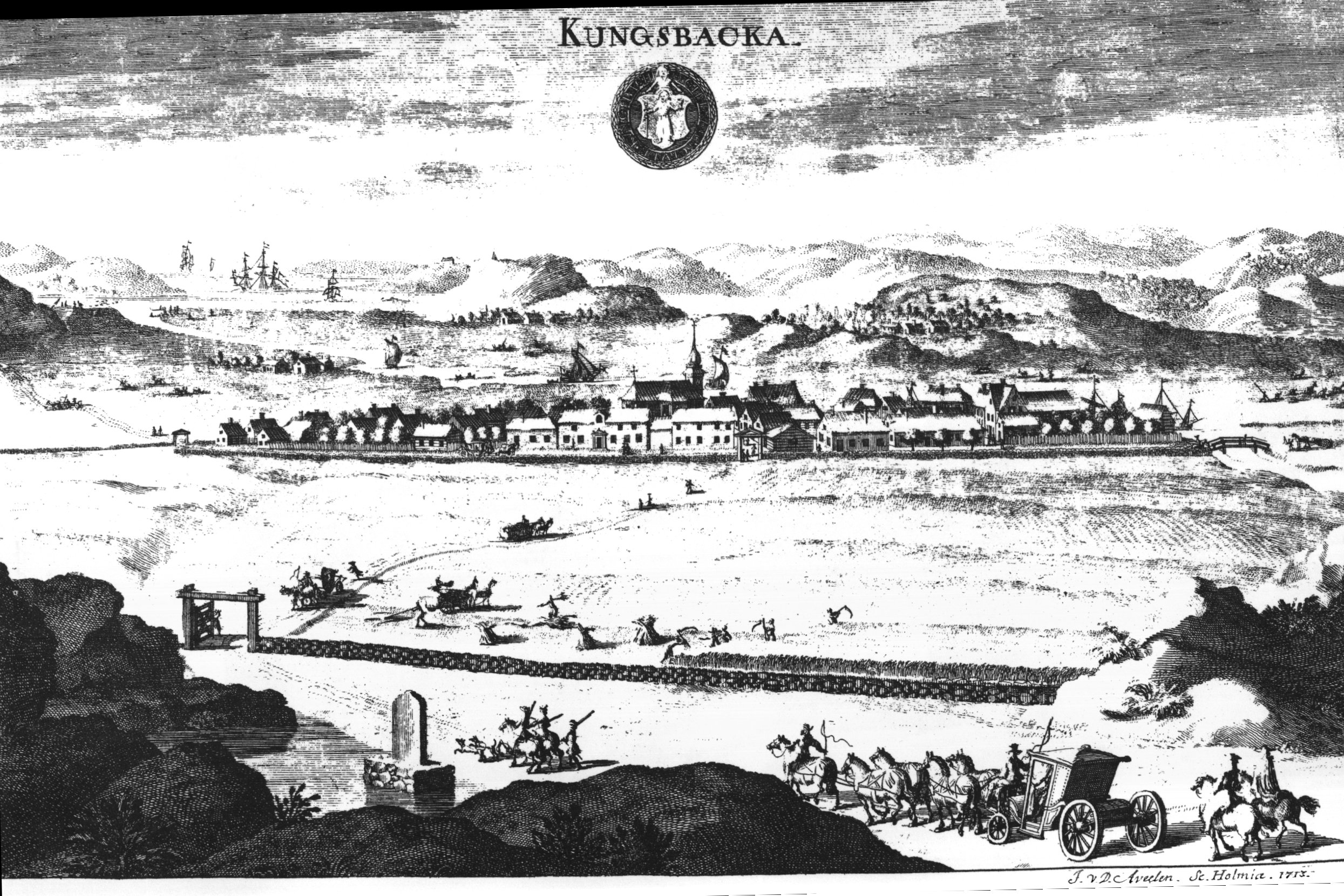
Кунгсбака близько 1700 року. Книга «Швеція давня і сучасна».

Перша письменна згадка, датується XV-м століттям, коли місто було частиною Данії. До того часу, коли вона була визнана частиною Швеції (1658 р.), річка, що проходила через місто, і по якій перевозили вантажі, майже повністю заросла і незважаючи на заклики відновити її функцію, цього не сталося. Деяка торгівля все ще йшла з узбережжя, але значення міста як місця морської торгівлі зменшувалося протягом століть.
Пожежа 1846 року зруйнувала міський центр, зберігши лише маленьку червоний дерев'яний будинок, який стоїть до цих пір. Наприкінці 2006 р. і на початку 2014 р. інші пожежі торкнулися міського центру, і зараз тривають будівельні роботи з відновлення дерев'яних будівель.
Місто залишалося малим до 1960-х років. Муніципальна реформа 1971 р. зробила місто центром комуни. Місто почало рости як частина міської території Гетеборгу. Також місто є південною кінцевою зупинкою приміської залізниці Гетеборгу, що розташована в 28 км від центру Гетеборга.

## Видатні особистості

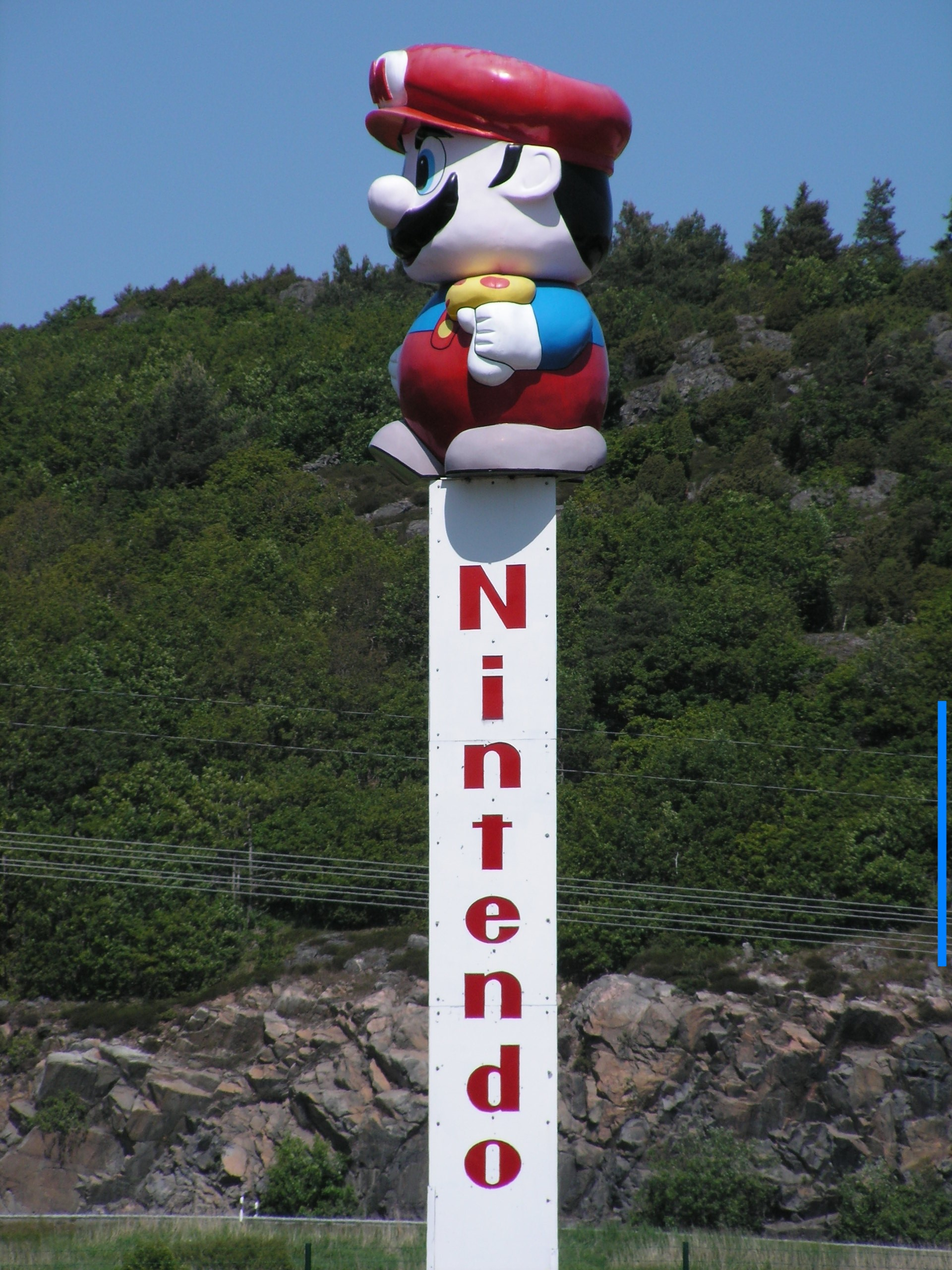
Статуя Маріо в Кунгсбаці, орієнтир, що можна побачити з автошляха E6.

- Калле Юганссон — колишній шведський хокеїст, що грав на позиції захисника.
- Гассе Єппсон — шведський футболіст, що грав на позиції нападника.
- Ульрік Мунтер — співак.
- Фрідоліна Рольфьо — шведська футболістка, срібна призерка Олімпійських ігор 2016 року.
- Александер Єремеєфф — шведський футболіст, що грав за Мальме.